# Franklin County, Illinois
Franklin County är ett administrativt område i delstaten Illinois i USA, med 39 561 invånare. Den administrativa huvudorten (county seat) är Benton. Countyt grundades 1818 och fick sitt namn efter Benjamin Franklin.

## Politik
Franklin County har under 2000-talet tenderat att rösta på republikanerna i politiska val. Republikanernas kandidat har vunnit rösterna i countyt i samtliga presidentval sedan valet 2004. I valet 2016 vann republikanernas kandidat Donald Trump med 70,1 procent av rösterna mot 25,3 för demokraternas kandidat, vilket är den största segermarginalen i countyt för en kandidat genom alla tider.

## Geografi
Enligt United States Census Bureau har countyt en total area på 1 117 km². 1 067 km² av den arean är land och 50 km² är vatten.

### Angränsande countyn
- Jefferson County - nord
- Hamilton County - öst
- Saline County - sydost
- Williamson County - syd
- Jackson County - sydväst
- Perry County - väst

### Städer i countyt
- Benton
- Christopher
- Orient
- Sesser
- West Frankfort
- Zeigler